# جورج باين (لاعب كريكت)
جورج باين (بالإنجليزية: George Payne)‏ (25 مارس 1850 في المملكة المتحدة - 17 يوليو 1892) هو لاعب كريكت بريطاني (وحمل سابقاً جنسية المملكة المتحدة لبريطانيا العظمى وأيرلندا). لعب مع نادي مقاطعة ساسكس للكركيت ‏.

## وصلات خارجية
- جورج باين على موقع إي آس بي آن كريك إنفو (الإنجليزية)